# أب غرم (غزيك)
أب غرم (بالفارسية: آبگرم) هي مستوطنة تقع في إيران في قسم غزیك الريفي. يقدر عدد سكانها بـ 418 نسمة بحسب إحصاء 2016.